# Ghofrane Mohamed
Ghofrane Mohamed ou Ghfran Almouhamad (en arabe : غفران محمد, ghufrān muḥamad), née le 6 juin 1989 à Alep, est une athlète syrienne spécialiste du 400 mètres haies. Elle a participé aux jeux olympiques d'été de 2012, mais a été disqualifiée après avoir subi un contrôle antidopage positif. Elle a ensuite été porte-drapeau à la cérémonie de clôture des Jeux olympiques d'été de 2016.